# Rezydencja księcia Gonga

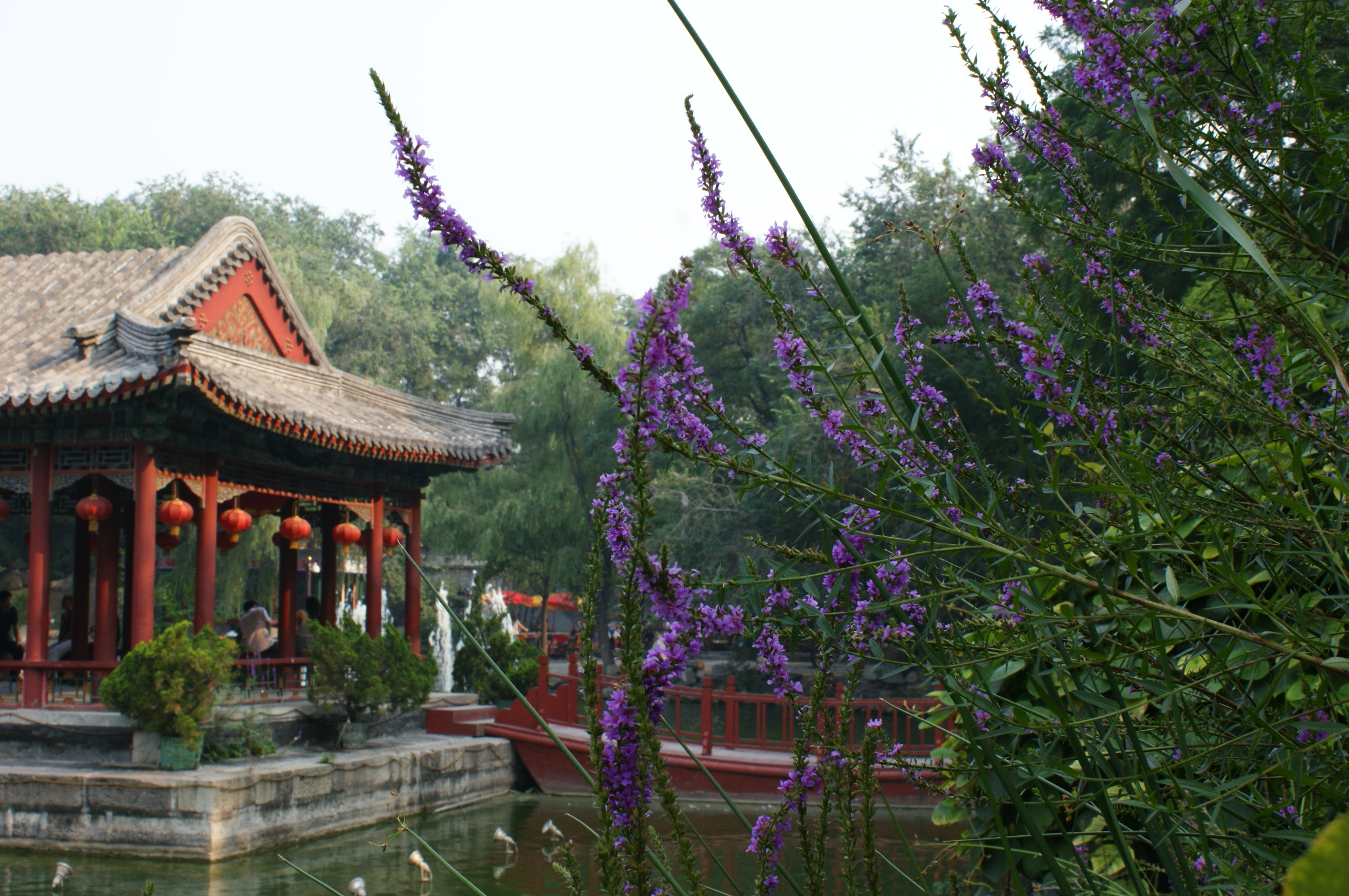
Fragment rezydencji

Rezydencja księcia Gonga (chiń. 恭王府, Gōng Wáng Fǔ) – pochodząca z okresu dynastii Qing dawna rezydencja książęca, największa w Pekinie i najlepiej zachowany tego typu obiekt. Ulokowana jest nad brzegiem jeziora Qianhai, na północ od parku Beihai, niedaleko północno-zachodniego krańca Zakazanego Miasta.

## Historia
Pałac został wzniesiony około 1777 roku, jako rezydencja Heshena, skorumpowanego faworyta cesarza Qianlonga. Po śmierci Qianlonga i straceniu Heshena przez nowego cesarza Jiaqinga w pałacu zamieszkał 17. syn poprzedniego władcy, Junwang. Ostatecznie w 1851 roku cesarz Xianfeng przekazał rezydencję swojemu bratu Yixinowi, księciu Gong.
Po upadku monarchii własność pałacu przechodziła z rąk do rąk i pełnił on różnorakie funkcje; w okresie rewolucji kulturalnej mieściła się tu fabryka klimatyzatorów. W 1982 obiekt został uznany za zabytek i przeszedł gruntowną renowację. W 1996 roku został udostępniony dla zwiedzających.

## Architektura
Cały kompleks zajmuje powierzchnię 60,000 m², z czego połowę zajmuje sama rezydencja, zaś drugą połowę ogród. Część pałacowa składa się z trzech równoległych ciągów zwartej zabudowy z wewnętrznymi dziedzińcami (siheyuan). Główny pawilon ulokowany jest w ciągu środkowym.
W zajmującym powierzchnię 28,000 m² ogrodzie znanym jako Jincuiyuan, zamkniętym na każdym z czterech krańców sztucznym wzgórzem, umieszczono jeziora, jaskinie i liczne pawilony. Znajduje się w nim także pawilon teatralny, w którym obecnie codziennie odbywają się spektakle opery pekińskiej.

## Galeria zdjęć

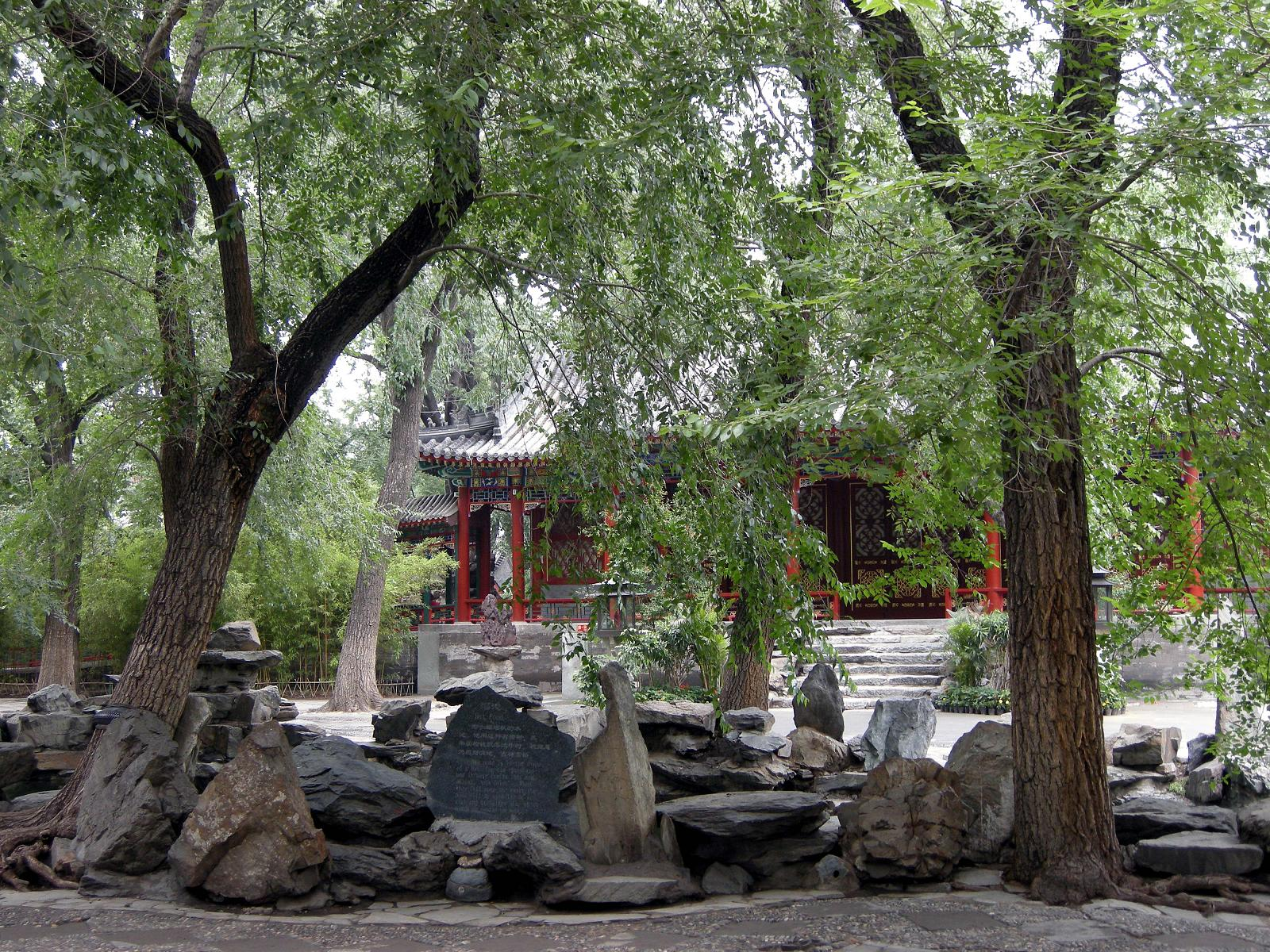
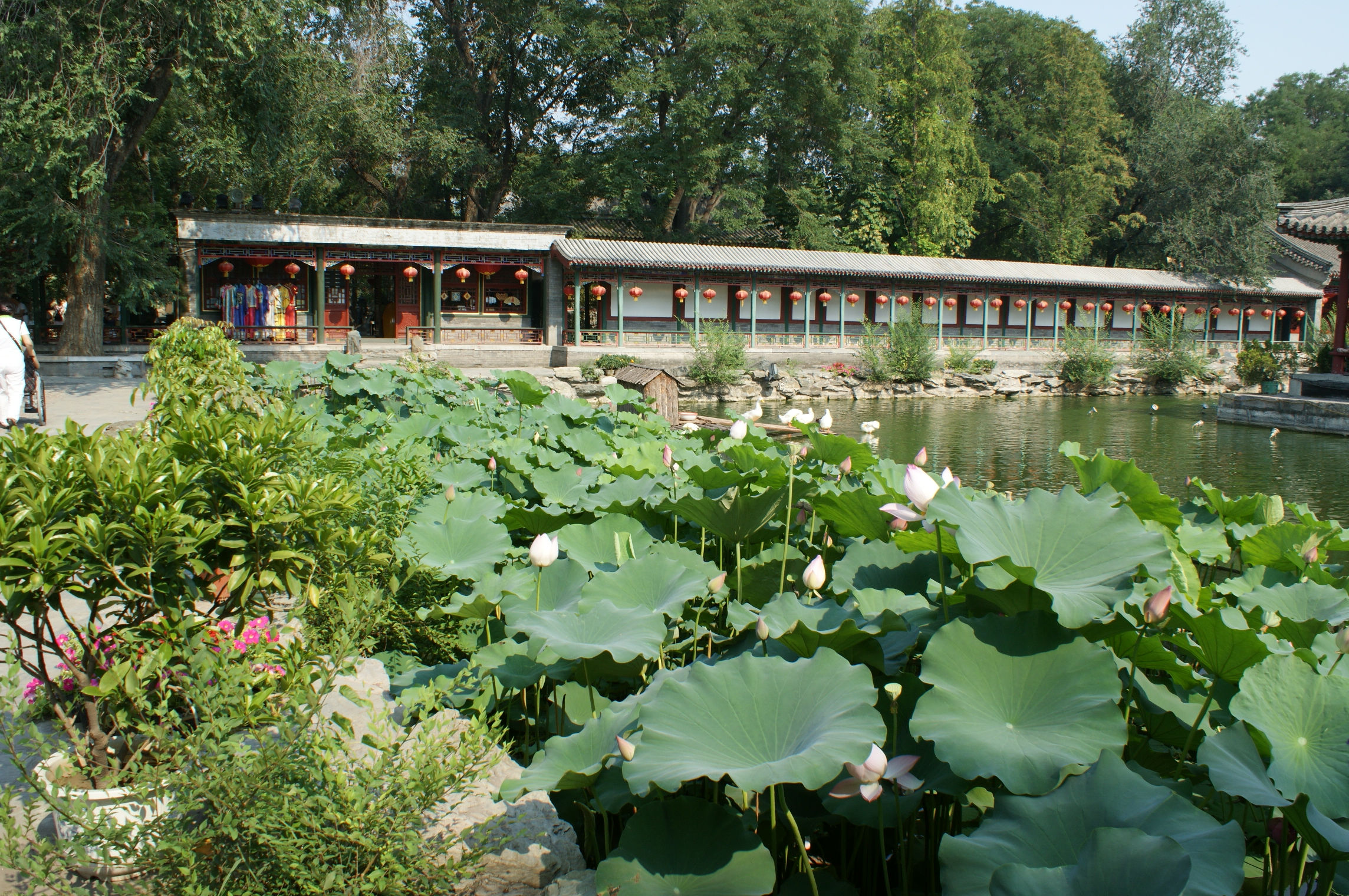
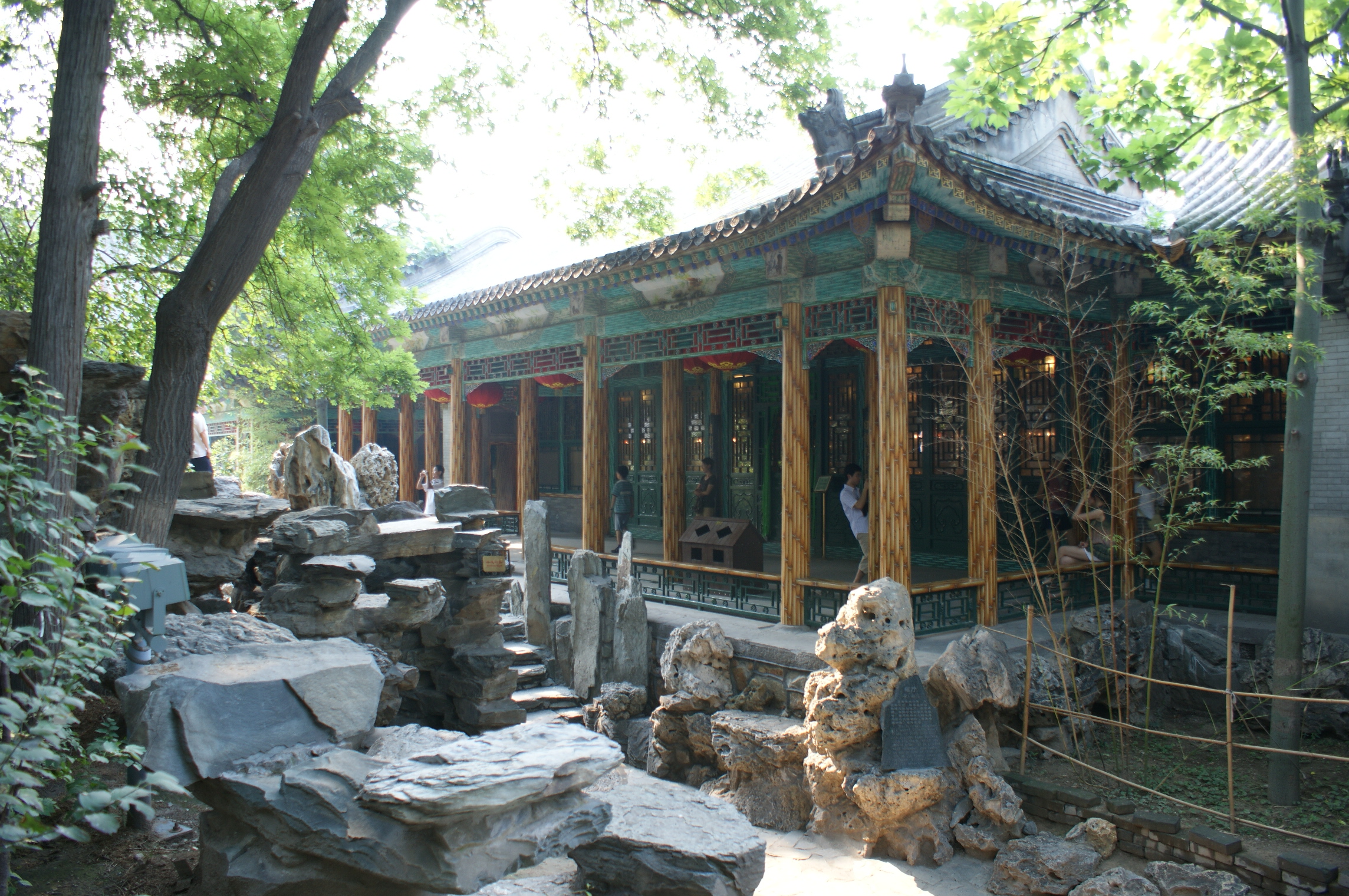
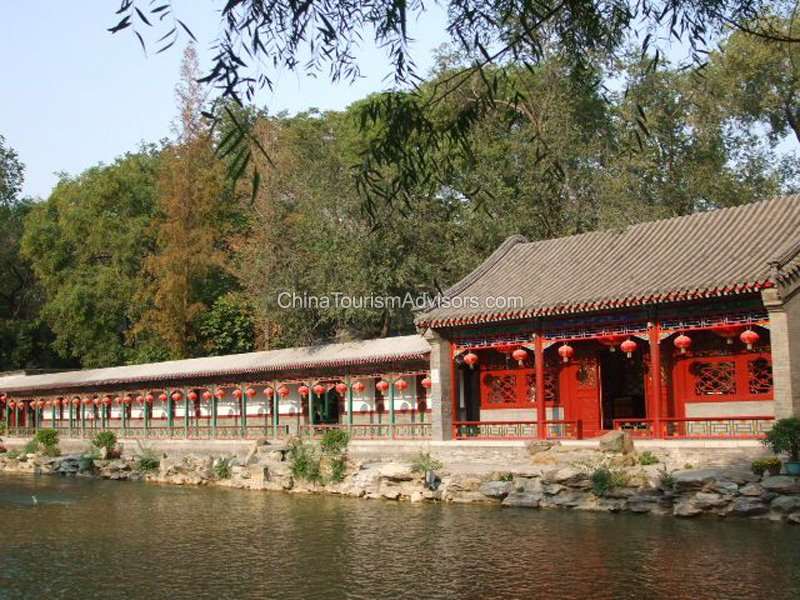
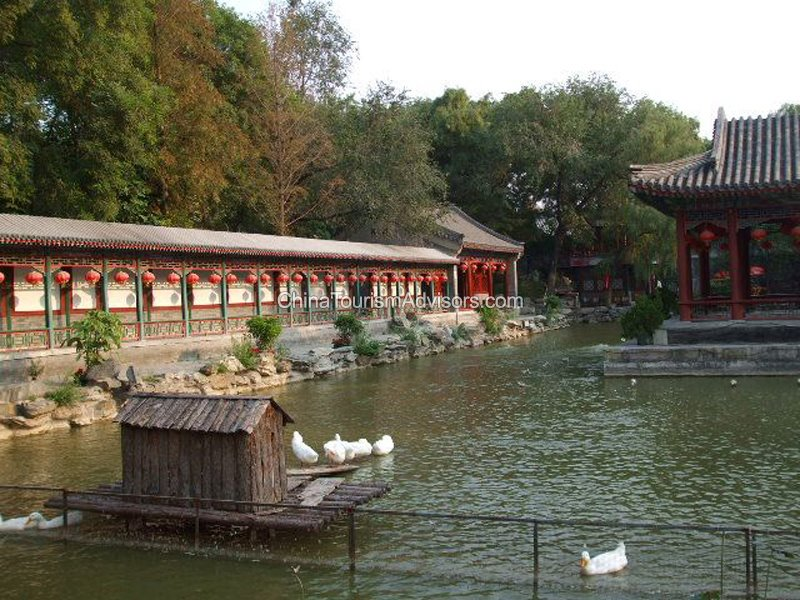
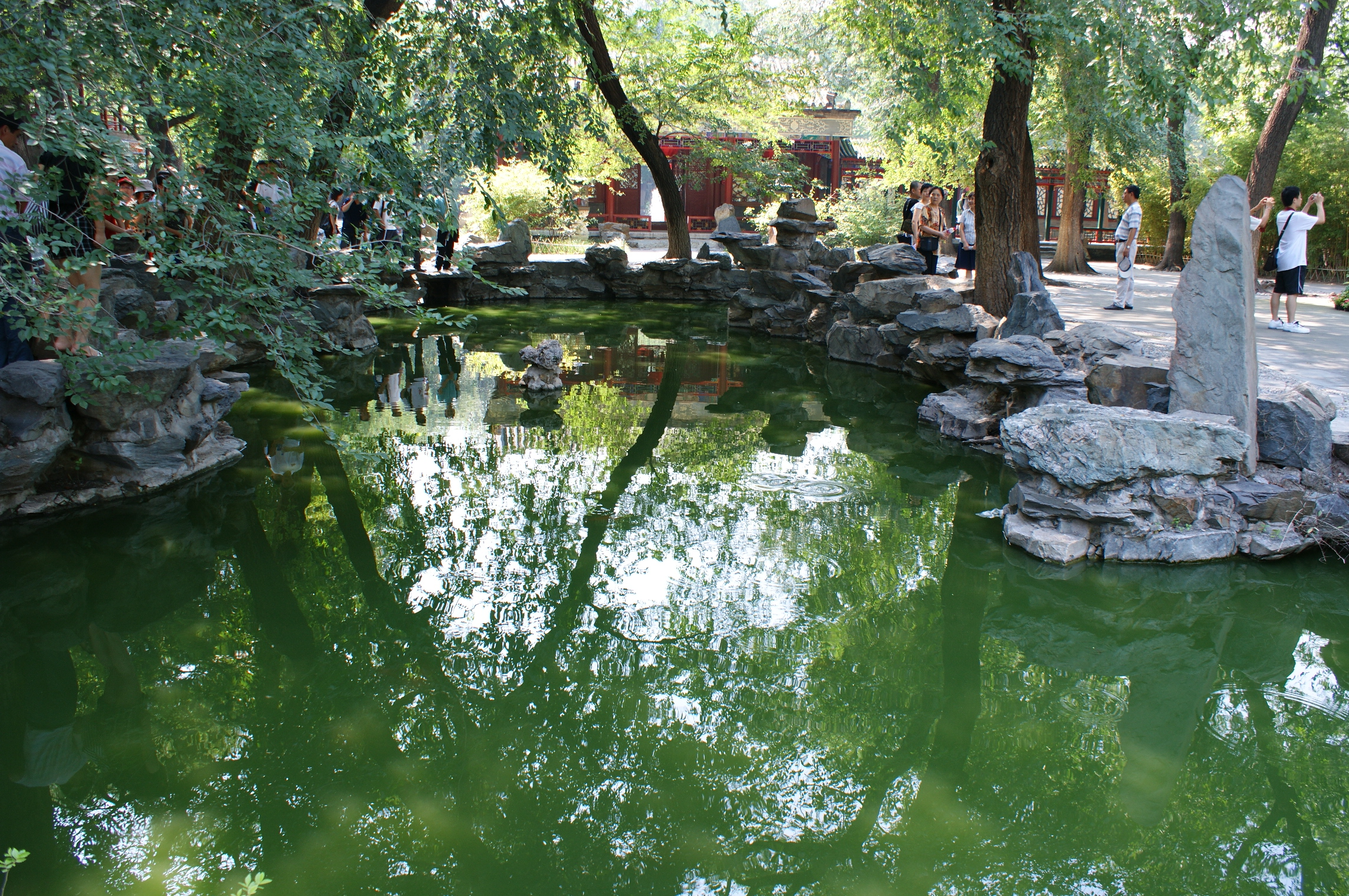
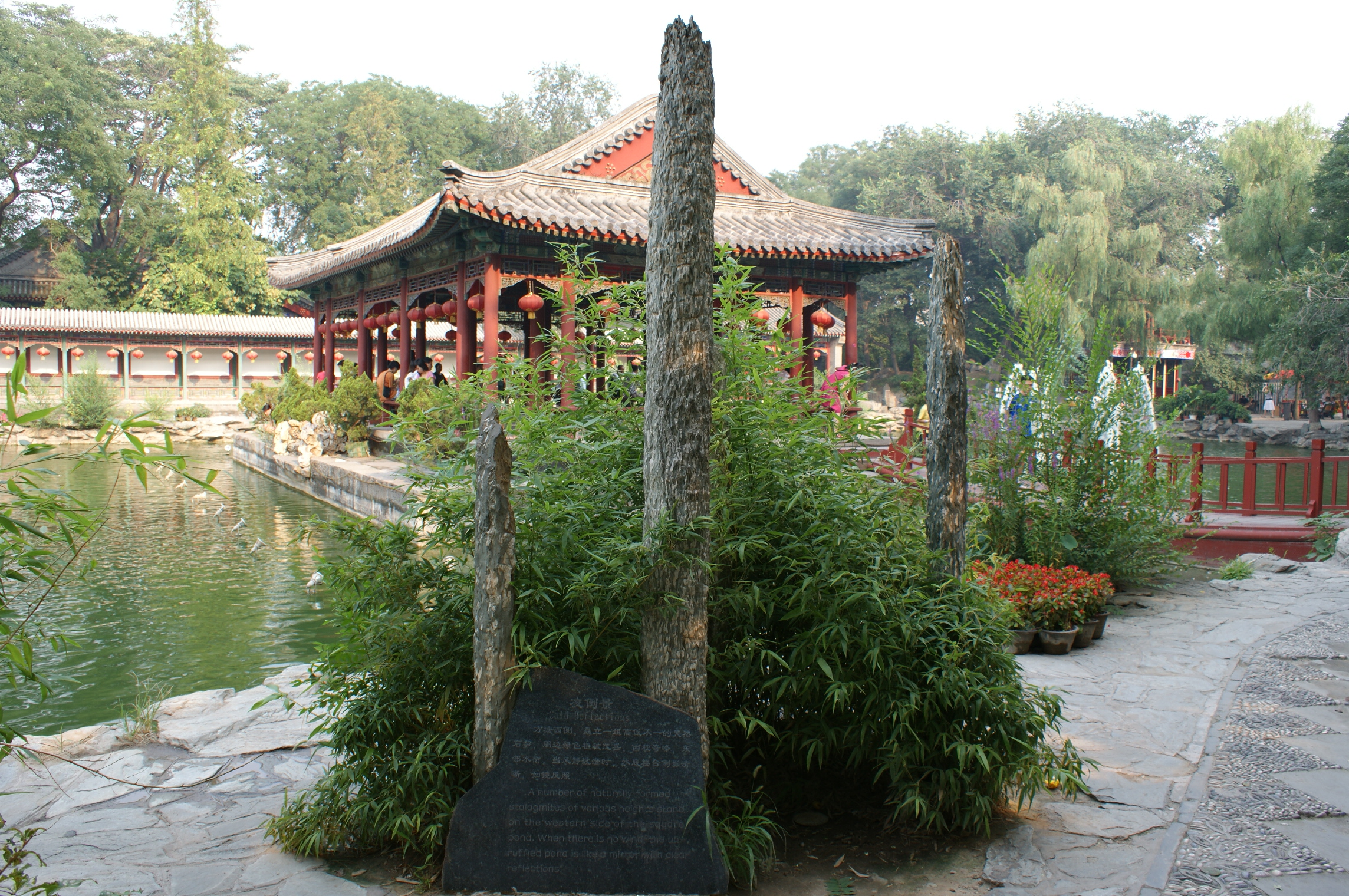